# Musée de la Dombes de Villars-les-Dombes
Le musée de la Dombes de Villars-les-Dombes est un musée situé à Villars-les-Dombes, dans le département de l’Ain, en région Auvergne-Rhône-Alpes. Ce musée est consacré à l'Histoire de la Dombes.
Il possède le Label Musée de France.

## Présentation
Ce musée est en préfiguration depuis plusieurs années. En janvier 2014, une partie des collections est présentée dans le Musée virtuel de la Dombes.